# Apple scruffs

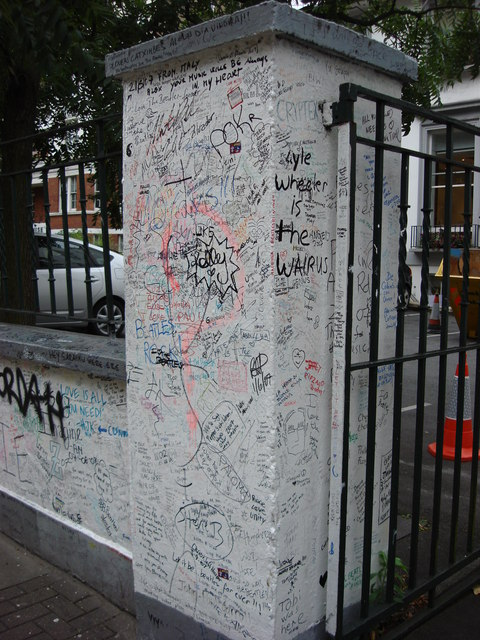
I cancelli degli Abbey Road Studios

Le Apple Scruffs (Le "straccione" della Apple) sono state delle fanatiche ammiratrici dei Beatles, e la loro devozione in alcuni casi si prolungò per anni, ben oltre la dissoluzione della band. Costituivano un gruppo spontaneo e si battezzarono con quel nome perché uno dei loro principali punti di incontro era l'edificio della Apple Corps e ancora prima i cancelli degli studi di registrazione della EMI in Abbey Road, dove stazionavano anche per settimane nella speranza di vedere i loro idoli e avere la possibilità di parlare con loro. Nel tempo avevano elaborato un sistema che spesso consentiva loro di conoscere in anticipo i movimenti dei Beatles, e per questo ricevettero il titolo scherzoso «Gli Occhi e le Orecchie del Mondo».
Un altro punto in cui si appostavano era il marciapiedi davanti al cancello di casa McCartney – in Cavendish Avenue – non solo perché Paul era l'unico dei quattro non sposato ma anche per il fatto che, stazionando nella zona di St John's Wood, all'occorrenza potevano facilmente raggiungere gli studi di Abbey Road, distanti qualche centinaio di metri. Per non eccedere in preferenze, ogni tanto le Apple Scruffs si recavano in pellegrinaggio anche ai cancelli di Kenwood (dove John Lennon abitava insieme a Cynthia Powell) e a quelli di Esher (dimora di George Harrison e Pattie Boyd).
Capitanate da Margo Stevens, fra le fan più tenaci si ricordano anche Nancy Allen, Wendy Sutcliffe, Gill Pritchard, Sue-John, Chris, Di, Kathy, Virginia, Dani e Lucy (gli unici due ragazzi ammessi nel gruppo erano Tommy e Jimmy, entrambi omosessuali e provenienti da New York), pronte a mettere in azione le loro Instamatic quando Paul scendeva per portare a passeggio il suo cane Martha o tutte le volte che se ne presentasse l'occasione. Inoltre offrivano a Paul dei piccoli doni. Una volta la Stevens porse al Beatle un sacchetto con tre pesche, in un'altra circostanza un'altra Apple Scruff, dietro scherzosa richiesta di Paul, gli consegnò  un paio di pantofole. In cambio, inaspettatamente una sera d'estate McCartney si affacciò alla finestra dell'ultimo piano della sua casa e accompagnandosi con la chitarra acustica regalò alle Apple Scruffs radunate al buio una versione di Blackbird.
Nei mesi in cui si svolsero le registrazioni del White Album, le ragazze presidiarono gli studi della EMI con persistenza, restando a dormire sul marciapiede anche con la neve. In un'altra occasione, due Apple Scruffs fra le tante che quel giorno stazionavano ad Abbey Road, Lizzie Bravo e Gayleen Pease, furono addirittura chiamate in sala di registrazione a ricoprire le parti femminili nei cori di Across the Universe. Anche se nessuna versione comprendente le loro voci è stata inclusa in un disco dei Beatles, possono essere ascoltate nel mix della canzone utilizzato per l'album di beneficenza per il World Wildlife Fund No One's Gonna Change Our World e successivamente pubblicato nella compilation Past Masters, Volume Two.
Le ragazze ebbero un altro momento di gloria quando una notte George Harrison (che nel passato era stato scorbutico nei loro confronti) aprì il cancello di Abbey Road e le invitò a entrare negli studi di registrazione suonando per loro Apple Scruffs, a loro dedicata e che avrebbe poi inserito nel triplo All Things Must Pass.
Alle Apple Scruffs si devono anche preziose iniziative editoriali. Nel 1970 il gruppo di fan pubblicò una rivista periodica densa di notizie talvolta sconosciute allo stesso personale della Apple. Carol Bedford, Apple Scruff americana, scrisse un libro sulle sue esperienze londinesi intitolato Waiting for the Beatles: An Apple Scruff's Story. In esso la Bedford racconta che il pezzo She Came In Through the Bathroom Window, che fa parte del medley sul lato B di Abbey Road, si riferisce all'episodio in cui alcune Apple Scruffs penetrarono in casa di Paul McCartney attraverso una finestra del bagno al piano superiore, rubando tra l'altro fotografie e diapositive. Fu attraverso l'intermediazione della Bedford (la quale aveva partecipato al raid) che Paul riuscì a riavere alcune di quelle foto a cui teneva particolarmente.
Dopo la separazione dei Beatles e la vendita dell'edificio di Savile Row, il gruppo si sciolse nel dicembre del 1973.